# 月球16C號
月球16C號（又稱為月球 E-8-5 405號、月球1970A）是蘇聯的月球探測器，它由質子K/D型運載火箭於1970年2月6日發射，因為上節火箭故障，未能到達月球軌道 。